# Michael Francis Crotty
Michael Francis Crotty (Mallow, 26 de março de 1970) é um diplomata e prelado irlandês da Igreja Católica pertencente ao serviço diplomático da Santa Sé.

## Biografia
Ele frequentou a escola primária na Ballygiblin National School e a escola secundária na escola Christian Brothers em Mitchelstown. Estudou para o sacerdócio no St Patrick's College de Maynooth, concluindo o bacharelado em antropologia e história moderna pela Universidade Nacional da Irlanda em 1990 e o bacharelado em Divindade pela Pontifícia Universidade Gregoriana em 1993.
Foi ordenado presbítero em 3 de julho de 1994, na Catedral Saint Colman de Cobh pelo bispo de Cloyne, John Magee, S.P.S., sendo incardinado nesta diocese.
Após a ordenação, foi enviado para estudos adicionais no Pontifício Colégio Irlandês e na Pontifícia Universidade Gregoriana de Roma, concluindo a licenciatura em história eclesiástica na Pontifícia Universidade Gregoriana em 1997, a licenciatura em direito canônico em 1999 e o doutorado em história eclesiástica em 2001. Ainda em 1997, entrou para a Pontifícia Academia Eclesiástica.
Ingressou no serviço diplomático da Santa Sé em 1 de julho de 2001 e, posteriormente, atuou nas representações pontifícias no Quênia, Canadá, Iraque e Jordânia, na Seção de Relações com os Estados da Secretaria de Estado e na Espanha.
É fluente, além do gaélico nativo, em inglês, italiano, francês, espanhol e alemão.
Em 1 de fevereiro de 2020, o Papa Francisco o nomeou núncio apostólico para Burquina Fasso‎, recebendo a dignidade de arcebispo titular de Lindisfarne. Em 25 de abril seguinte, foi nomeado também núncio apostólico no Níger.
Recebeu a ordenação episcopal em 16 de novembro, na Catedral Saint Colman de Cobh, de Paul Richard Gallagher, Secretário para as Relações com os Estados, coadjuvado por William Crean, bispo de Cloyne e por Jude Thaddeus Okolo, núncio apostólico na Irlanda.
Em 16 de julho de 2024, o Papa Francisco o transferiu para a nunciatura apostólica na Nigéria.